# Іспанське завоювання ацтеків

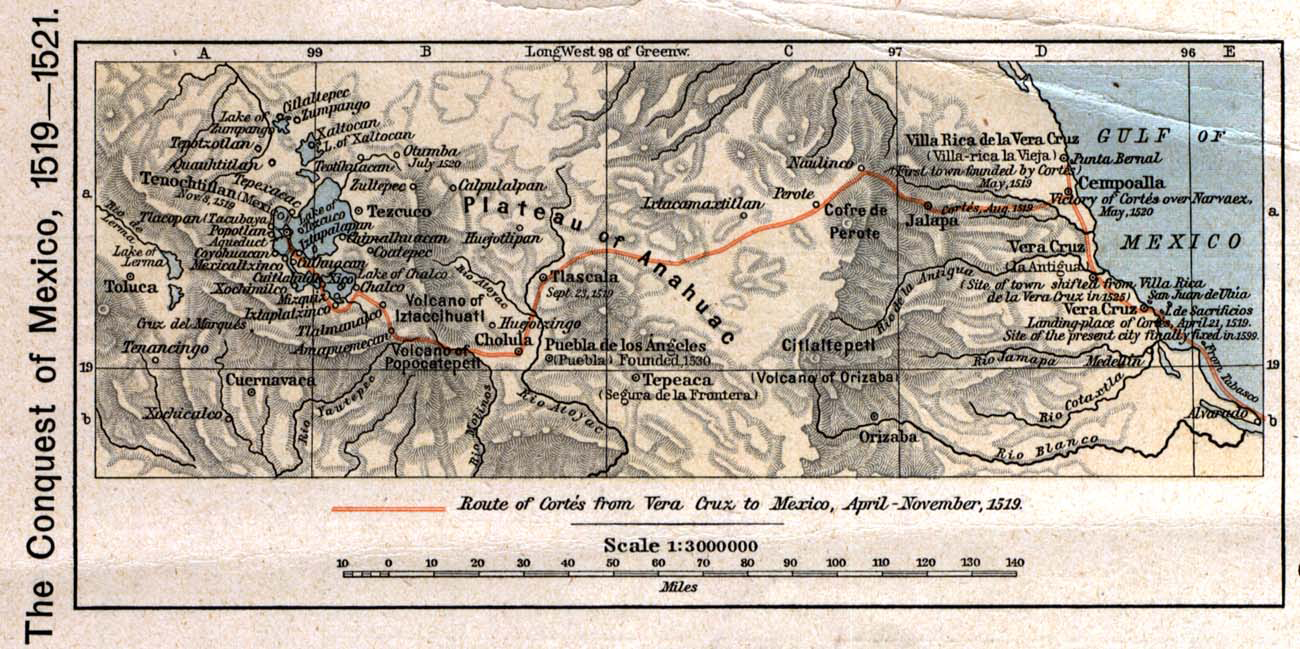
Іспанське завоювання ацтеків

Іспанське завоювання ацтеків — військова компанія іспанських конкістадорів на чолі із Ернаном Кортесом, що тривала з 1519 до 1521 року. Її результатом було повалення Ацтекської імперії та знищення її столиці Теночтітлана. З цього момент починається колоніальний період в історії Мексики.

## Початок походу
У 1519 році іспанський губернатор острова Куби Дієго Веласкес де Куельяр доручив ідальго Ернану Кортесу розвідати і завоювати на материку індіанські території, за чутками, багаті золотом.
Кортес був освіченим за своїм часом офіцером. Він отримав у своє розпорядження 11 кораблів з експедиційним загоном у 508 іспанських солдатів, з них 16 кавалеристів, 109 матросів, 200 кубинських індіанців. Кортес мав 10 важких і 5 легких польових гармат і 13 мушкетів. Офіційною метою експедиції було оголошено спасіння душ поган-індійців.
Наказ про виступ загону губернатор скасував, але Кортес самовільно вирушив у дорогу самостійно. Каравели експедиції Кортеса потрапили в сильну бурю. Кораблі розкидало в різні боки, деякі були серйозно пошкоджені. Поступово вони все ж досягли збірного пункту — острова Косумель неподалік від Юкатана. Під час перебування на острові до іспанців приєднався їхній співвітчизник Херонімо де Агіляр, що потрапив у полон до мая після аварії корабля. Агіляр за ці роки навчився добре розмовляти мовою індіанців мая. Він також добре знав їхні вірування і звичаї. Долучившись до експедиції Кортеса, він сильно їй допоміг знанням мови тубільців.
У березні 1519 Кортес формально проголосив землі, на які прибув, власністю іспанської корони. Він зробив зупинку на Тринідаді для того, щоб найняти додаткових рекрутів і придбати коней. Після цього він вирушив до Табаско, де здобув перемогу в битві з індіанцями. Від переможених він отримав 20 дівчат, серед яких була Малінче, жінка, що відіграла значну роль у завоюванні Мексики. Малінче знала не тільки мову мая, але й мову ацтеків науатль, і завдяки цьому стала перекладачкою й радницею. Вона говорила на мая Агіляру, а той перекладав іспанською Кортесу. Від Малінче Кортес довідався про багату імперію ацтеків.
21 квітня 1519 року він висадився на тому місці, де пізніше був побудований Веракрус. Кортес наказав спалити кораблі, виключивши тим самим можливість відступу.

## Перший похід на Теночтітлан
У Веракрусі Кортес зустрів племена, що платили данину правителю ацтеків Монтесумі II, і попросив їхнього сприяння в організації зустрічі з ацтеком. Монтесума відмовлявся, але Кортес наполягав. Залишивши у Веракрусі сотню людей, в середині серпня 1519 року Кортес вирушив на Теночтітлан. У нього було 600 вояків, 15 вершників, 15 гармат і сотні індіанських носіїв.
Шлях до Теночтітлана лежав через місто-державу Тлашкала. Володарі останньої спочатку вороже поставилися до іспанців — було спрямовано загін отомі, проте він зазнав поразки. Після цього тлатоке Тлашкали — Машіскацін, Шікотенкатль Старший, Тлауешолоцін і Сітлальпопока — вирішили укласти мир з Кортесом й пропустити іспанців через свої землі. Але проти цього виступив Шікотенкатль Молодший, який несподівано атакував конкістадорів, оточив їх і зумів навіть вбити одного коня. Іспанці опинилися в дуже складному становищі, і лише загибель 8 військовиків, синів старих тлатоке, змусила індіанців відійти. Зрештою було укладено мир, Кортес отримав підтримку загону 2 тис. тлашкальтеків. Водночас було вбито Хікотенкатля Молодшого. Після цього до іспанців приєдналося плем'я тотонаків.
Загін Кортеса вдерся в межі імперії ацтеків наприкінці літа, коли племена індіанців були зайняті збиранням врожаю і тому уникали збройної боротьби, що відволікає робочу силу. Цей момент, безумовно, впливав на політику великого тлатоані Монтесуми II, для якого були характерні вагання, нерішучість і прагнення домовитися з завойовниками.
Монтесума через свого небожа Какаму та Куітлауака, тлатоані Істапалати, запропонував Кортесу дружбу, послав йому багаті золоті подарунки і одночасно заявив про можливі небезпеки для іспанців, якщо вони продовжать похід на Теночтітлан. Втім проти колонізаторів були послані незначні сили, до того ж морально нестійкі. Поряд з усіма несприятливими для індіанських воїнів обставинами в них вселяв забобонний страх невеликий загін іспанських кавалеристів, оскільки індіанці ніколи не бачили коней. Моральний вплив чинила на індіанських воїнів і вогнепальна зброя іспанців. При цьому значна частка вірила, що Кортес — це білий бог Кетцалькоатль, що повернувся, як було передбачено в міфах.
Кортес швидко рухався до Теночтітлану, вражаючи індіанців зухвалою сміливістю. Внаслідок технічної (мушкети, гармати, коні, лати) і організаційної (система командування і військова дисципліна) переваги загарбників, а також слабкості протиборчих їм сил ацтеків і нерішучості їх командування, загони, вислані Монтесумою II проти  ворога, що наступав, зазнали поразки.

## Захоплення Монтесуми
8 листопада 1519 року загін Кортеса вступив до Теночтітлану. Ацтеки не чинили опору. Монтесума II вітав іспанців, надав їм приміщення для розквартирування, продовольство і розваги. Загарбники виявилися у ворожому оточенні сил ацтеків, що переважали їх в багато разів, які не виходили зі своїх будинків. Ринок закрився. Розуміючи небезпеку свого становища, Кортес вирішив обезголовити ацтеків.
Він захопив Монтесуму в той момент, коли вождь індіанців необережно наблизився до іспанців без достатньо сильної охорони. Монтесума виявився заручником, що внесло сум'яття в ряди ацтеків, оскільки їх вождь був вищим воєначальником і вважався божеством. Кортес змусив свого заручника звернутися з умовлянням до народу на користь загарбників. У їхніх руках опинилися три величезні купи золота, переплавленого з прикрас; лише деякі вироби, що відрізнялися особливою красою, не були переплавлені.
Проте частина ацтеків вирішила чинити спротив загарбникам. Куаупопока атакував у Веракрусі гарнізон на чолі з Хуаном де Ескаланте, залишений там Кортесом. У ході запеклого бою було вбито кілька іспанців і безліч їх союзників з тотонаків. Загинув і сам Ескаланте після підпалу селища Наутль.
Тим часом, губернатор Куби Веласкес послав до Мексики нову експедицію на чолі з Панфіліо де Нарваесом. Новий загін, який налічував 1100 вояків та 72 гармати, висадився на узбережжі Мексики в квітні 1520 року із завданням виступити проти Кортеса. Кортес залишив загін із 200 іспанців на чолі із Педро де Альварадо у Теночтітлані, а з рештою пішов назустріч Нарваесу. Незважаючи на менші сили, йому вдалося отримати перемогу й переконати залишки загону Нарваеса приєднатися до нього.
За відсутності Кортеса той проявив свою жорстокість, без видимих причин перебивши безліч знатних ацтеків, які зібралися для релігійної церемонії. Цим же більше викликав ненависть до іспанців. Обурені індіанці повстали і загнали загарбників під палац Ашаякатля. Для захисту від списів, стріл, каменів, які ацтеки метали з дахів будинків, іспанці при своєму відступі застосували рухливе укриття, споруджене з дощок і легких плетених щитів.

## Ніч скорботи
Кортес швидко повернувся в Теночтітлан і запропонував укласти перемир'я, сподіваючись використати становище Монтесуми як заручника, але 1 липня розлючений натовп забив Монтесуму камінням. Кортес вирішив утікати в Тлашкалу. Іспанцям пощастило вислизнути в ніч, яка отримала назву Скорботної, залишивши ар'єргард на смерть і втративши більшу частину награбованого багатства й артилерію.
Загін Кортеса крім людських втрат втратив більшість коней (залишилося 26 поранених коней). Майже всі воїни отримали поранення. Індіанські союзники іспанців, побачивши такий розгром, поховалися у своїх оселях, і з тривогою і страхом чекали подальшого розгортання подій. Жерці ацтеків з радістю передчували перемогу і взяття нових жертв.

## Другий похід на Теночтітлан
Кортес вирішив відступити на територію своїх союзників — тлашкальців. Армія Тескоко, головних союзників ацтеків, намагалося перепинити шлях  іспанцям, що відступали. 2 липня 1520 року відбулася битва при Отумбі. Битва, маленького загону поранених іспанців, з цією величезною армією відбулася і завдяки неймовірній мужності і вмілим діям двох десятків вершників, очолюваних Кортесом, закінчилася перемогою іспанців. Кортес в цьому бою прорвався крізь ряди ацтекських воїнів і вбив ацтекського головнокомандувача — Сіуака.
Отримавши перемогу в битві при Отумба, де вперше в Америці була використана кіннота, військо Кортеса добралося до Тлашкали, де його з почестями зустріли місцеві жителі (незважаючи на спроби ацтеків укласти антиіспанську угоду з тлашкальтеками). Їхні втрати загалом склали 870 вояків.
В цій час у Теночтітлані було відновлено Головний храм, повернуті на колишні місця статуї богів. Але тут спалахнула епідемія віспи. Почавшись у Теотлеко і дійшовши до Панкетцаліцтлі, тривала 60 днів, призвівши до численних смертей. Помер також великий тлатоані Куітлауак (обраного замість Монтесуми II). Після смерті Куітлауака імператором було обрано небожа Монтесуми, Куаутемока, тлатоке Тлателолько.
Іспанці відпочивали і набиралися сил 22 дні. З Куби прибуло підкріплення, і Кортес взявся виправляти становище. У січні 1521 року Кортес розкрив змову проти себе й повісив її очільника Вільяфану. На початку 1521 року він зібрав нову армію в яку ввійшли 600 іспанців і 25000 тлашкаланців. На озброєнні армії було близько 30 коней та 16 бронзових гармат. В цей час на бік Кортеса переходить місто-держава Тескоко.
З метою зміцнення свого становища в країні Кортес провів два походи проти індіанських племен: один похід на схід до моря, інший — в південному і західному напрямках. Підкоривши собі індіанські племена східній частині Мексики, іспанці почали підготовку другого походу на Теночтітлан. В результаті були підкорені Отумба, Мішкік, Чалько, Вешоцинко, Куаукечолан, Шальтокан, Тенайюка, Куаутітлан, Ацкапоцалько, Тлакопан, Оаштепек, Єкапиштла, Куаунауак і Сошимілко.
Кортес врахував досвід військових дій на озері Тескоко, в ході яких ацтеки широко користувалися своєю озерною флотилією, що складалася з великої кількості пірог. Тепер він вирішив побудувати флотилію з маленьких галер, озброївши їх гарматами. Індіанці-носильники доставили з узбережжя корабельне спорядження, що залишилося від спалених кораблів. Для будівництва галер були використані місцеві матеріали, а як робоча сила — індіанці.
28 квітня 1521 року загін іспанських колонізаторів і великі сили їхніх союзників-індіанців виступили в похід на Теночтітлан. Маленькі галери, розібрані на частини, спорядження і озброєння для них індіанці перенесли на руках через гори. Галери були зібрані на березі озера Тескоко і спущені на воду. Незабаром галерній флотилії іспанців вдалося очистити озеро від пиріг ацтеків і завершити оточення міста. Під прикриттям судів флотилії колонізатори та їхні союзники трьома колонами трьома греблями рушили до Теночтітлану.

## Облога Теночтітлана
Підступивши до Теночтітлану і взявши його в облогу, іспанці розпочали війну на винищення. Вони підпорядкували собі міста союзників ацтеків і відрізали столицю від постачання. Лише в червні після боїв з перемінним успіхом Кортес зміг взятися за штурм.
Обложене місто протрималось понад 70 днів до 13 серпня 1521 року. У цей день іспанцям Гонсало де Сандовалю і його зброєносцю Гарсія Ольгуїну вдалося перехопити невелику флотилію, що відчалила від одного з міських кварталів. В одному з каное виявився правитель ацтеків Куаутемок. «Він поклав руку на мій кинджал, просячи, щоб я вбив його», — писав Кортес. Але ватажку конкістадорів полонений правитель був потрібен як заручник. Іспанці дозволили беззбройним виснаженим ацтекам покинути зруйноване місто, домігшись від їхнього правителя відомостей про місцезнаходження захованих скарбів ацтеків. Завойовникам дісталося золото, оцінене в суму близько 130 тисяч іспанських золотих дукатів, але здобич здалася їм занадто скромною, і вони піддали бранця тортурам. Іспанці сподівалися вивідати у Куаутемока, де приховані інші коштовності, але не змогли домогтися більшого.
Вцілілі будівлі захопленого Теночтітлана були зруйновані, поховавши під собою тіла полеглих захисників. Після падіння, місто було знищене.

## Підсумки
На руїнах індіанської столиці згодом було засноване місто Мехіко. Ватажок конкістадорів повідомив імператору Карлу V про довгоочікувану перемогу. У своєму посланні він вказав, що в боях і в результаті голоду і епідемій загинуло 70 тисяч індіанців, більше половини населення міста. За твердженням завойовників, втрати їх союзників наближалися до 10 тисяч. У війні проти іспанців загинуло понад 300 000 ацтеків.
Втім підкорення ацтеків не означало захоплення території усієї сучасної Мексики. Спротив підкоренню індіанських держав тривав до 1530 року. У 1541—1542 роках вибухнуло потужне повстання чичимеків.

## Сьогодення
Нині в центрі Мехіко (Теночтітлану) стоїть пам'ятник останньому тлатоані Куаутемоку.